# 麥可·法蘭傑斯
麥可·法蘭傑斯（Michael Franzese，原姓格里罗（Grillo），1951年5月27日—）是一名美國的前紐約黑幫和哥倫布犯罪家族的角頭。他的父親是哥倫布犯罪家族的小老闆約翰·「桑尼」·法蘭傑斯。麥可·法蘭傑斯當初並不打算加入黑社會，他入讀過霍夫斯特拉大學的醫學預科課程，但他的父親在1967年因搶劫銀行而被判入獄50年後，便輟學為家人賺錢。法蘭傑斯在1980年代初期密謀騙取聯邦政府汽油稅。
到1986年，35歲的法蘭傑斯被《財富》雜誌列為「50個最有錢和最有權力的黑手黨老大」名單中的第18名。他聲稱在他職業生涯的頂峰時期，每週的收入高達800萬美元。1986年，他因串謀罪而被判處10年監禁，並於1989年獲釋，1991年由於違反假釋而再次被捕，最終在1994年被釋放。不久之後，他退休到加州，現在成為勵志演說家和作家。

## 早年
法蘭傑斯於1951年5月27日出生在美國紐約市的布魯克林，父親是哥倫布犯罪家族的小老闆約翰·「桑尼」·法蘭傑斯，母親是克里斯蒂娜·卡波比安科-法蘭傑斯（Cristina Capobianco-Franzese），但是麥可不能確定他的親生父親。法蘭傑斯最初認為，他是在母親與法蘭克·格里罗（Frank Grillo）離婚後被約翰收養的，法蘭傑斯認為法蘭克·格里罗才是他的生父。麥可說他在18歲之前一直使用「麥可·格里罗」（Michael Grillo）這個名字。然而，後來發現已經結婚並有三個孩子的約翰讓曼哈頓白鸛俱樂部內16歲的香煙女郎卡波比安科懷上了麥可，所以卡波比安科嫁給了格里罗，以避免出現圍繞著未婚生孩子的醜聞。在黑幫集團允許約翰與他的第一任妻子離婚後，格里罗消失了，而約翰與卡波比安科結婚。
法蘭傑斯後來搬到長島。高中畢業後，法蘭傑斯在1969年讀入霍夫斯特拉大學的醫學預科課程，他的父親原本不希望他參與黑社會。然而，1967年他的父親因搶劫銀行被判入獄50年，在1971年，法蘭傑斯決定輟學，幫助他的家人賺錢。
法蘭傑斯認識了父親的朋友，例如約瑟夫·哥倫布，據法蘭傑斯說，後來在1975年萬聖節之夜，在代理老大托馬斯·迪貝拉的帶領下，被正式選為榮譽的男人。法蘭傑斯與好朋友Jimmy Angelino、Joseph Peraino Jr.、Salvatore Miciotta、Vito Guzzo Sr.和John Minerva一起發下血誓和緘默法則 — 除了Miciotta之外，他們都在隨後的20年裡死於暴力。雖然法蘭傑斯講述了這個儀式是在1975年舉行的，但據說成員名冊直到1976年才重新開放（自1957年以來一直關閉入會）。
法蘭傑斯被哥倫布家族士兵Joseph "Joe-Joe" Vitacco（1927年-1980年）短暫指導過。1970年代後期，法蘭傑斯與甘比諾犯罪家族的老大約翰·高蒂會面，而當時高蒂是一名士兵。安吉洛·魯傑羅也在場。一名跳蚤市場的老闆聯繫過法蘭傑斯，他抱怨說他的搭檔在布魯克林的Bay Ridge市場上使用和銷售毒品。法蘭傑斯同意嚇唬他並成為新的搭檔。法蘭傑斯派出哥倫布家族士兵轉為線人的Anthony Sarivola和另一名身份不明的成員。但是，高蒂聲稱這名被嚇跑的搭檔是他的合夥人。法蘭傑斯後來對高蒂表示敬佩，表揚其嚴格的黑幫生活方式和無法抗拒的自尊。
1980年，法蘭傑斯已經成為擁有300名手下的角頭。

## 非法銷售汽油
1981年，Lawrence Salvatore Iorizzo聯繫法蘭傑斯，Iorizzo在1985年想到了一項騙取聯邦政府汽油稅的計劃。Iorizzo在加州遭到一些犯罪分子騷擾，並向法蘭傑斯承諾如果他解決到問題的話就會得有好處。兩人在巴拿馬成立了18間不記名股份公司。根據當時的巴拿馬法律，汽油可以從一間批發公司免稅賣給另一間批發公司。法蘭傑斯與布魯克林的俄羅斯黑手黨合作進行天然氣計謀。根據官員的說法，法蘭傑斯保留了75%的利潤，每月賺取126萬美元，而Iorizzo每月賺取45,000美元。一位合伙人後來作證說，法蘭傑斯本人每周從汽油勾當中獲得100萬美元。
法蘭傑斯曾聲稱，在他職業生涯的巔峰時期，他每周的收入高達800萬美元。稅務官員估計，紐約州每年有2.5億美元的汽油稅被盜，然後轉移到佛羅里達州，該州估計有4000萬至2.5億美元的汽油稅被盜。當局認為這些錢是透過法蘭傑斯的電影製作公司Miami Gold，洗黑錢洗到奧地利和巴拿馬的離岸銀行賬戶。法蘭傑斯在佛羅里達州的德拉海灘買了一間房子。
1986年，《財富》雜誌將法蘭傑斯列為「50個最有錢和最有權力的黑手黨老大」名單中的第18名。《名利場》雜誌稱他是自艾爾·卡彭以來黑手黨最大的賺錢者之一。他在1980年代被稱為“雅皮士老大”（Yuppie Don），並被稱為「黑手黨王子」（Prince of the Mafia）。

## 娛樂、體育管理和其他生意
1970年代期間，他開始加入合法生意，到1980年代中期，法蘭傑斯在汽車經銷、租賃公司、汽車維修店、餐廳、夜總會、一間承包公司、電影製作發行公司、旅行社和影視店中都擁有強大的據點。
到1980年，法蘭傑斯成為他的公司中簽約中介Norby Walters的搭檔。法蘭傑斯的角色是恐嚇現有和潛在客戶。法蘭傑斯後來作證說，他向Walters提供了最初的5萬美元，以開始他的代理簽約公司，並分享25%的利潤。此外，法蘭傑斯還透過與藝人的經紀人會面，協助處理與藝人有關的任何問題。1981年，法蘭傑斯在歌手米高·積遜及其兄弟在美國巡迴演出中成功為Walters勒索到了一席之地。1982年，歌手狄昂·華薇克的經理想放棄Walters擔任仲介人。法蘭傑斯與該經理會面，並說服他留住Walters。
1983年，聯邦調查局（FBI）對拳擊籌辦人唐·金的有組織犯罪聯繫展開調查，並且向唐·金介紹了一位使用別名Victor Quintana的FBI臥底探員，來對付法蘭傑斯。從未見過唐·金的法蘭傑斯說，他是由民權領袖阿爾·夏普頓介紹給他。法蘭傑斯聲稱第一次遇見夏普頓是透過吉諾維斯犯罪家族的黑幫丹尼爾·帕加諾的。Quintana要透過收買的方式進入拳擊界，令人留下印象，以便唐·金揭露他的犯罪聯盟，但是，Quintana調查失敗了。
1985年，Walters作為一名秘密搭檔與法蘭傑斯成立了一個體育管理機構。在一次會議上，他同意交出50,000美元，以換取體育機構25%的利益。
法蘭傑斯是Miami Gold公司的總裁，這是一間電影製作公司，製作過1986年的電影《Knights of the City》。

## 起訴和入獄
1985年4月，法蘭傑斯被判犯詐騙罪名不成立。1985年12月的另一起案件中，法蘭傑斯在佛羅里達州和紐約都被指控從非法販賣汽油勾當中進行偽造和敲詐。在紐約，法蘭傑斯是被指控犯有14項罪行的9人之一。在佛羅里達州，經過16個月名為「虎尾行動」（Operation Tiger Tail）的調查，法蘭傑斯是被起訴的26人之一，罪名有177項。
Iorizzo在盜竊110萬美元汽油稅中已被判處5年徒刑，被勒令支付170萬美元，並被置於證人保護項目中，他於1985年3月開始指證法蘭傑斯和其他人的業務活動。1986年3月21日，法蘭傑斯承認一項詐騙陰謀罪和一項稅收陰謀罪。他被判處入獄10年，並勒令支付超過1400萬美元的賠償，同意出售他在紐約州老布魯克維爾的豪宅、Miami Gold製片公司，並使用來自電影《Knights of the City》的收入。隨後，他達成認罪協議，並因佛羅里達州的敲詐勒索指控被判處9年監禁，這將與他之前的定罪同時執行。他還被下令向佛羅里達州額外支付300萬美元的賠償金。
1989年3月，法蘭傑斯被傳喚在Walters的審判中作證，因為Walters曾引用他的名字來恐嚇大學運動員簽署管理合同，包括恐嚇過莫里斯·杜格拉斯。作為作證的交換條件，他在Walters案中獲得了免於起訴的豁免權。Walters被認定有罪，罰款395,000美元，並被判處5年徒刑，該案的法官提到了法蘭傑斯證詞的重要性。在Walters被定罪後，法蘭傑斯在服刑43個月後被假釋出獄。1990年9月，Walters的定罪被第七巡迴上訴法院以技術問題為由被推翻。
1991年12月27日，法蘭傑斯因違反1989年獲釋時的感化要求而在紐約被判處4年徒刑。法蘭傑斯曾經因涉嫌一項稅務欺詐在洛杉磯被捕，並被送回紐約進行緩刑聽證。檢察官在法庭上抱怨說，法蘭傑斯僅在那年初的時候才開始支付法院命令的賠償金餘額。檢察官說，「法蘭傑斯先生多年來一直帶領政府進行了漫長的、有趣的追逐，」他補充說。「他沒有給我們提供任何關於黑手黨（Cosa Nostra）成員的有價值信息。我們基本上把他看作是一個騙子。」檢察官說，由於法蘭傑斯違反假釋規定，所以政府不再認為他是聯邦政府合作證人。
1990年，馬田·史高西斯的電影《盜亦有道》（1990年）中由Joseph Bono飾演法蘭傑斯。法蘭傑斯在1991年入獄時，一名獄卒給了他一本聖經後，他便成為重生的基督徒。他還在單獨監禁中度過。
1992年，法蘭傑斯合著了他的第一本自傳《Quitting the Mob》。在書中，法蘭傑斯討論他的犯罪活動、與他父親的生活，以及認識第二任妻子Camille Garcia。

## 出獄後
他於1994年11月7日獲釋，並於1995年退出黑幫集團，與妻子和孩子一起搬到加州。搬遷的原因是他一生受到多次死亡威脅和追殺，其中包括他父親批准的一次追殺。
自1994年獲釋以來，法蘭傑斯便公開譴責有組織犯罪的生活，他說：「我從不美化我的黑幫生活。這是一種邪惡的生活」，「我不知道有哪個家庭在這種生活[黑幫生活]中沒有受到徹底的摧毀」。此後，他成為勵志演說者，在學校、監獄和其他場所為青年人進行演講。他還在基督教會議和教堂發表演講，包括於2016年在柳溪社區教會。
2002年7月23日，法蘭傑斯出現在HBO的電視節目《Real Sports with Bryant Gumbel》中時，聲稱在1970年代和1980年代期間，他說服了欠哥倫布借貸經紀人的紐約洋基隊球員在棒球比賽中作弊以進行賭注。洋基隊組織立即否認法蘭傑斯的指控。
2013年4月，獅門娛樂發行了一部紀錄片叫《The Definitive Guide To The Mob》，法蘭傑斯擔任解說員。2013年後期，國家地理頻道發行了一部紀錄片《Inside the American Mob》。
2015年3月，他與電視節目主持人兼記者特雷弗·麥克唐納一起出現在有兩集的美國黑手黨紀錄片。他談到了自己的財富，還談到成為哥倫布犯罪家族的成員對他家庭的影響，這就是為何他離開黑社會的原因。
2017年，他在凱文·索柏的電影《Let There Be Light》中飾演一名改邪歸正的黑幫。
法蘭傑斯在拉斯維加斯的廣場賭場酒店舉辦了舞台音樂劇《A Mob Story》。該節目於2018年10月開幕，由傑夫·庫塔什創作和導演。
2020年7月，他出現在Netflix紀錄片《恐懼之城：黑手黨橫行紐約》。
法蘭傑斯的傳記片《God the father》於2014年在美國上映。
2020年6月，法蘭傑斯開設了一個YouTube頻道。在他的頻道中，他講述自己過去生活的故事、進行採訪、評論與黑手黨有關的電影、電視節目和電子遊戲，並分析其准確性。截至2022年4月，他有861,000名訂閱者。
法蘭傑斯是七本書的作者：《Quitting the Mob》（1992年）、《Blood Covenant》（2003年）、《The Good, the Bad and the Forgiven》（2009年）、《I'll Make You an Offer You Can't Refuse》（2011年）、《From the Godfather to God the Father》（2014年）、《Insider Business Tips from a Former Mob Boss》和《Blood Covenant: The Story of the "Mafia Prince" Who Publicly Quit the Mob and Lived》（2018年），還有在2022年出版的第八本書《Mafia Democracy》。

## 個人生活
法蘭傑斯已結婚兩次。法蘭傑斯與妻子Camille Garcia及七個孩子一起居住在加州的安納罕市。法蘭傑斯在佛羅里達州羅德岱堡拍攝電影《Knights of the City》時，於1984年認識了現任妻子。他的妻子是一名基督徒，也影響了他離開黑社會的決定。
2010年，法蘭傑斯的弟弟小約翰·法蘭傑斯在與他的父親約翰·「桑尼」·法蘭傑斯談話時戴著竊聽器，在一場敲詐勒索案中指證了他的父親。麥可描述他的弟弟是「黑幫生活中的無名小卒」，他的父親對他的兒子「這樣背叛他」感到「惡心」。他的父親被判處8年監禁，並於2017年以100歲高齡出獄，3年後去世。

## 流行文化
馬田·史高西斯廣受好評的電影《盜亦有道》（1990年）中由Joseph Bono飾演法蘭傑斯。

## 外部連結
- Michael Franzese official website
- 麥可·法蘭傑斯在互联网电影资料库（IMDb）上的資料（英文）
- YouTube - Michael Franzese（页面存档备份，存于）